# Mindy Hall
Mindy Hall ist eine Maskenbildnerin.

## Leben
Hall besuchte zunächst die San Diego State University, brach ihr Studium jedoch ab und begann eine Lehre an der San Francisco Opera. Ihre Karriere im Filmstab begann 1988 beim Fernsehen, wo sie bis 1990 an 38 Folgen der Fernsehserie Der Nachtfalke arbeitete. Ihr Filmdebüt war der Abenteuerfilm Das Duell der Meister von Jeremy Kagan aus dem Jahr 1991. Sie arbeitete in der Folge an Hollywood-Blockbustern wie  Pearl Harbor. 2010 wurde sie für J. J. Abrams’ Science-Fiction-Film Star Trek zusammen mit Barney Burman und Joel Harlow mit dem Oscar in der Kategorie Bestes Make-up und beste Frisuren ausgezeichnet. Es folgten weitere große Filmproduktionen wie McGs Actionfilm Das gibt Ärger und Martin Scorseses The Wolf of Wall Street.
Hall kehrte 2015 zum Fernsehen zurück, wo sie zunächst an der Serie Elementary arbeitete, 2018 folgte Tote Mädchen lügen nicht. Für ihr Wirken am Fernsehfilm Cinema Verite – Das wahre Leben mit Diane Lane und Tim Robbins in den Hauptrollen war sie 2011 für den Primetime Emmy nominiert, den sie jedoch nicht gewann.

## Filmografie (Auswahl)
- 1992: Eiskalte Leidenschaft (Final Analysis)
- 1995: Dem Himmel so nah (A Walk in the Clouds)
- 1998: Patch Adams
- 1999: Stuart Little
- 2001: Pearl Harbor
- 2005: Der Exorzismus von Emily Rose (The Exorcism of Emily Rose)
- 2007: P.S. Ich liebe Dich (P.S. I Love You)
- 2009: Star Trek
- 2012: Das gibt Ärger (This Means War)
- 2013: The Wolf of Wall Street
- 2013: R.I.P.D.
- 2014: Teenage Mutant Ninja Turtles
- 2019: Shazam!
- 2020: Wonder Woman 1984

## Auszeichnungen (Auswahl)
- 2010: Oscar in der Kategorie Bestes Make-up und beste Frisuren für Star Trek